# Wolfenstein: The New Order
Wolfenstein: The New Order (tạm dịch: Wolfenstein: Trật Tự Mới) là một trò chơi điện tử bắn súng FPS được phát triển bởi nhóm MachineGames, và phát hành bởi Bethesda Softworks. Đây là phiên bản thứ chín trong thương hiệu Wolfenstein được phát hành lần đầu tiên năm 1981, trước đó hai hãng phát triển và phát hành trò chơi là Raven Software và id Software đã mua thương hiệu này để ra một phiên bản Wolfenstein remastered vào năm 2009.
Giống với các thương hiệu nổi tiếng Doom, Quake từ những thập niên trước trong việc đi tiên phong với công nghệ đồ họa next-gen của chính hãng. Nhóm MachineGames được phó thác cho thực hiện một phiên bản làm lại của trò Wolfenstein trên nền công nghệ id Tech 5 đã từng được sử dụng trên trò chơi Rage từng được biết đến trong năm 2011.
Wolfenstein: The New Order được phát hành vào 20/5/2014 trên các hệ máy Xbox 360, Xbox One, PlayStation 3, PlayStation 4 và PC. Không những thế khi đặt hàng trước ba phiên bản Xbox One, PlayStation 4 và PC thì người mua sẽ được tặng một thẻ tải về chơi thử trò Doom.

## Cốt truyện
Châu Âu vào tháng 6/1959. Lúc này, Đức Quốc xã đã biến chiến tranh trở thành trò chơi của riêng mình nhờ một công cụ, vũ khí bí ẩn đậm chất tiên tiến. Dưới sức ép vô cùng to lớn, các quốc gia dần phải cúi đầu. Một chế độ độc tài mới dần hình thành và bành trướng khắp nơi, đây là thời kì đầu tiên của lịch sử Wolfenstein.

#### Diễn biến nội dung mở đầu trong quá trình chơi
Vào ngày 16/6/1946, đại úy William "B.J." Blazkowicz cùng đội của anh bay qua biển Baltic để đến Đức. Phi đội của Blazkowicz không may bị những chiếc máy bay tàng hình Horten Ho 229 của quân Đức đánh úp trên không nên anh bị rơi xuống một bờ biển nơi có lính Đức tập trung nên họ phải tìm đường thoát thân với bốn người duy nhất. Trong khoảng thời gian thoát thân đội trưởng Fergus đã nói cho Blazkowicz biết về nhiệm vụ tiêu diệt một tên tướng có tên là Wilhelm "Deathshead" Strasse, đây là nhà khoa học đã chế tạo cho quân đội Đức những cỗ máy sát thủ gây thảm cảnh tận diệt của cho đến tận ngày hôm nay. Nếu giết được Deathshead trong nhiệm vụ được giao, họ sẽ ngăn chặn được đầu não trong việc chế tạo các cỗ máy sát thủ trong tương lai.
Trong lúc phá vòng vây thoát thân, họ đã vô tình rơi vào một phòng thí nghiệm khi đột kích vào một pháo đài trên bờ biển. Tại đây cả bốn người đã gặp gã tướng Deathshead và bị hắn bắt, Deathshead đã lấy não bộ của đội trưởng Fergus và cho tự hủy cả pháo đài trước khi bỏ đi. Blazkowicz nhanh trí phá còng tay và kéo ba người còn lại ra khỏi pháo đài trước khi nó phát nổ, không may một mảnh vụn bắn ra từ vụ nổ đã găm vào đầu Blazkowicz khiến anh bị thương nặng sau khi rơi xuống biển.

#### Cuộc chiến Wolfenstein mở màn
Sau chín tuần điều trị tại 1 bệnh viện ở Ba Lan, Blazkowicz hồi tỉnh nhưng anh không gặp may khi biết mình đang điều trị tại bệnh viện của Đức Quốc xã chiếm đóng trong trang thái sống thực vật. Một cô y tá tên Anya Oliwa người Phần Lan đã chăm sóc cho anh trong suốt quãng thời gian sống thực vật, thấm thoát thoi đưa đã hơn 14 năm. Một ngày nọ khi phát xít Đức thấy bệnh viện nơi chăm sóc Blazkowicz đã trở thành một mối phiền toái, bọn chúng đã đến giết những bác sĩ và bệnh nhân ở đó, trong đó có cha mẹ của Anya, rồi chúng bắt cô mang đi. Blazkowicz lúc đó đã thực sự phẫn nộ trước những cảnh tượng ghê rơn trước mắt nên đã thoát khỏi trạng thái sống thực vật và ngay lập tức hạ sát một tên lính Đức đang định bắn anh, cầm khẩu súng lên và giết hết tất cả lũ phát xít ở trong bệnh viện, rồi đưa Anya chạy trốn khỏi đó.
Anya sau đó đã lái xe đưa Blazkowicz đến nhà bà của cô. Khi xuống xe, Blazkowicz phát hiện ra tên chỉ huy của toán lính Đức tấn công bệnh viện, Keller, đang nấp trong cốp xe, và anh đã đánh gục hắn. Tại đây Blazkowicz phát hoảng khi biết được mình đã sống thực vật hơn 14 năm (tính từ 1946 đến 1960) trong lúc nói chuyện. Chiến tranh đã kết thúc (kể từ sự kiện phát xít Đức ném bom nguyên tử xuống Thành phố New York gây chấn động thế giới), phát xít Đức đã thắng và quân Đồng minh Mỹ đã bị tiêu diệt hoàn toàn từ 12 năm về trước (tính từ 1948 dến 1960) và giờ Đức Quốc xã đã chính thức trở thành bá chủ thế giới. Không chấp nhận sự thật đó, Blazkowicz quyết tâm thành lập 1 đội quân kháng chiến nhằm lật đổ ách thống trị của phát xít Đức, anh tra hỏi tay tướng Đức Keller bị anh bắt giữ trong thời gian thoát khỏi bệnh viện về nơi giam giữ những người lính thuộc các phe đồng minh cũ chống Đức. Do Blazkowicz tra tấn dã man và cũng do sự hèn nhát của mình, Keller đành phải khai ra nơi giam giữ là nhà tù Eisenwald tại thủ đô Berlin. Nhưng do tư tưởng phát xít của hắn khá cao và cho rằng cả thế giới vẫn sẽ phải quỳ dưới chân người Đức nên Blazkowicz đành phải giết hắn.
Blazkowicz cùng Anya đi tàu hỏa đến Berlin, trên chuyến tàu này họ gặp nữ tướng Irene Engel thuộc Bund Deutscher Mädel (nôm na là Liên đoàn hiệp hội phụ nữ Đức) và người tình của bà ta, tướng Bubi. Blazkowicz nhận ra rõ rằng người Đức sau khi trở thành bá chủ thế giới, họ xuất hiện tại bất cứ đâu ở mọi địa điểm. Sau khi đến được nhà tù Eisenwald, anh giải cứu vài thành viên cũ đã từng chiến đấu trước kia và cùng họ đến một nơi bí mật có những người phản kháng lại phát xít Đức cuối cùng. Tại đây anh gặp lại Caroline Becker - lãnh đạo của hội Kreisau Circle ( người chơi có thể gặp bà già này hồi trẻ tại Wolfenstein làm năm 2009), người đã chiến đấu cùng anh và bị coi là đã chết trong cuộc chiến trước đấy nhưng giờ đã ngồi xe lăn không khá hơn anh là bao.
Blazkowicz thời điểm này bắt đầu cùng Anya tham gia vào các phi vụ chống lại quân Đức thông qua sự chỉ huy của Caroline, họ giải cứu thành công nhà khoa học Set Roth nhằm thông tin chi tiết hơn về các loại vũ khí máy móc của quân Đức nhất là những cỗ máy giết người hàng loạt. Và Set Roth tiết lộ rằng ông thuộc 1 tổ chức có tên là Da’at Yichud, đây là một tổ chức bí ẩn đã xuất hiện hàng nghìn năm về trước, tổ chức này đã tạo ra vô số thiết bị đi trước kỷ nguyên của loài người hàng thế kỉ, và ông còn nói rằng những thứ công nghệ của phát xít Đức thực chất không phải là do Deathshead tự tay phát minh mà là do Đức Quốc xã đã vô tình phát hiện ra trụ sở của họ và ăn cắp toàn bộ công nghệ ở đó. Thế nhưng ông còn nói rằng có 1 căn cứ bí mật dưới biển còn lưu giữ những tài liệu và công nghệ của tổ chức, ông đưa Blazkowicz cùng một số người xuống đó và tìm thấy 1 bộ giáp, Caroline được mặc bộ giáp này và bà đã có thể đi lại được. Tuy nhiên do giải cứu Set Roth mà thân phận của Blazkowicz đã bị lộ do gặp lại nữ tướng Irene Engel, từ đây bà ta đã ra lệnh cho toàn thể lính Đức lùng sục quân kháng chiến suốt toàn bộ Berlin sau vụ giết hụt bà ta tại nhà tù. Kết quả phần lớn quân kháng chiến bị giết sau khi bị lộ danh tính, Set Roth và Anya thì bị bắt còn Caroline thì nhanh chân hơn nên thoát được vì biết rằng Blazkowicz sẽ còn cần đến bà ta trong việc anh ta còn sống.

#### Kết thúc
Theo chỉ định nhiệm vụ từ Caroline trong việc giải cứu tù nhân và tiêu diệt Deathshead tại chính pháo đài của lão, Blazkowicz cuối cùng cũng đưa phần lớn các tù nhân thoát khỏi pháo đài trước khi một mình đối mặt với Deathshead. Tại đây gã nhà khoa học Deathshead đã cho Blazkowicz gặp lại người chỉ huy Fergus ngày xưa thông qua một con robot, đây chính là mục đích lấy não của các nạn nhân của Deathshead để cấy cho những con robot vô tri vô giác có sự sống thông qua những mệnh lệnh phục tùng tuyệt đối cho ý tưởng điên rồ của lão. Blazkowicz không còn cách nào khác đành phải ra tay tiêu hủy bộ não Fergus vì không muốn ông ta phải sống trong cơn ác mộng nào nữa thông qua cái nhìn từ những con robot sát thủ.
Deathshead sau việc dùng người của Blazkowicz tự giết bản thân anh ta không thành nên hắn đành phải ngồi lên một cỗ máy khác để quyết tâm tự tay giết được Blazkowicz nhưng vận may vẫn không mỉm cười với hắn, Deathshead thất bại và bị Blazkowicz dùng dao đâm cho đến khi gần chết. Lúc này Deathshead giữ tay Blazkowicz và rút chốt lựu đạn nhằm cho nổ để chết cùng, lựu đạn nổ khiến Deathshead chết tan xác còn Blazkowicz bị thương rất nặng. Blazkowicz cố gắng lết đến bên cửa sổ để nhìn máy bay của Caroline đưa Anya cùng những tù nhân khác bay xa khỏi pháo đài thì mới thông báo cho Binh nhì Probst Wyatt III khai hỏa đầu đạn hạt nhân nhằm phá hủy tất cả mọi thứ trước khi ngất đi.

## Giới thiệu về trò chơi
Wolfenstein: The New Order là sản phẩm đầu tiên được tiếp quản bởi MachineGames với mục đích phục hồi lại danh tiếng ngày nào của dòng trò chơi vốn đã từng bị làm lu mờ đi trước đó bởi Raven Software trong năm 2009, vì vậy khi id Software rao bán ba thương hiệu Doom, Quake và Wolfenstein trong năm 2010 thì Bethesda Softworks đã nhanh chân mua lại thương hiệu và giao lại toàn quyền cho studio non trẻ của mình là MachineGames phát triển và thực hiện trò chơi dựa theo những cốt lõi ngày xưa. Thời gian này khi trò chơi Rage bắt đầu làm mưa làm gió với công nghệ id Tech 5 từ màn giới thiệu tại E3 2010, hãng MachineGames đã gần như có trong tay công thức để tạo trò chơi với dự án Wolfenstein mới qua một ý tưởng nhen nhóm.
Do Wolfenstein: The New Order được nhận làm từ năm 2010, cho nên công việc phát triển trò chơi lúc này gặp vô vàn khó khăn trong việc thực hiện các mục chơi đơn " Singerplayer " và chơi mạng " Multiplayer ". Kết quả sau 3 năm nỗ lực làm việc miệt mài trên nền id Tech 5, nhóm MachineGames đành phải tuyên bố hủy bỏ mục chơi mạng " Multiplayer " và tập trung hết nguồn nhân lực lại cho mục chơi đơn nhằm tăng thời lượng lên đến 20 giờ chơi. Đây gần như là một quyết định khó khăn khi nhóm MachineGames phải tạo được sự xuất sắc và đặc biệt cho một trò chơi đúng nghĩa.

## Đánh giá trò chơi từ các trang website uy tín về game trên thế giới
- Polygon – 9/10

Wolfenstein: The New Order đã có mọi
thứ của một game bắn súng kinh điển. MachineGames đã dùng hết tài năng của mình để tạo nên tác phẩm này. Tựa game được thiết kế lại, vượt ra khỏi những khuôn khổ thông thường. Họ thực sự đã làm cho tựa game này 
trở lên đầy giá trị và thực sự đáng nhớ".
- Eurogamer – 6/10

Wolfenstein: The New Order mang trong mình rất nhiều câu chuyện về chiến tranh để chia sẻ với bạn và muốn bạn cảm nhận nó. Tuy nhiên, tựa game này vẫn không thực sự thuyết phục. Cốt truyện nhiều tình tiết "giật gân" hơn là có nhiều ý nghĩa. Tựa game mang cho bạn cảm giác của "ngày xưa" và khiến bạn muốn quay trở lại cảm nhận nó, dù nó có gây ấn tượng đôi chút nhưng không thực sự rõ ràng. Mang quá nhiều tính tiết là nguyên nhân gây hỏng cốt truyện của game. Wolfenstein: The New Order được xây dựng trong 1 thế giới rất ấn tượng, nhưng như thế là chưa đủ và kết quả là gây nhiều tò mò nhưng không quá hấp dẫn người chơi".
- GameSpot – 8/10

Wolfenstein: The New Order được thổi một làn gió chiến đấu mới, dù vậy vẫn mang những nét hoài cổ 
từ xa xưa, như muốn nhắc lại cho các game thủ về những thời kì đầu tiên của series. Tựa game vừa để kỉ niệm cho series vừa là bước chuyển mình cho tất cả. Wolfenstein: The New Order cũng có thể là lời tựa cuối cùng cho nhân vật William "BJ" Blazkowicz".
- IGN – 7.8/10

Wolfenstein: The New Order sở hữu cốt truyện rõ ràng và tuyến nhân vật dễ hiểu, một tựa game FPS điển hình và rất cổ điển. Phần chơi chiến dịch kéo dài 10 tới 12 tiếng đủ để thỏa mãn cho các game thủ. Một thế giới thực rất thực tế nhưng đôi chỗ vẫn còn gây nhiều khó hiểu cho người chơi".
- Joystiq – 3/5

Vấn đề lớn nhất mà Wolfenstein: The New Order gây khó chịu cho người chơi là cách kết hợp thiếu nhất quán giữa nhịp độ game và cốt truyên. Game chưa đủ tầm để trở thành một tựa game cổ điển tiêu biểu, chưa đủ sức gây hấp dẫn mạnh với người chơi. Một tựa game đánh nhẽ phải có chiều sâu và tính chiêm nghiệm nhiều hơn, tuy nhiên vẫn chưa đạt được điều đó. Thật đáng tiếc".
- Game Informer – 8/10

Wolfenstein: The New Order là một bước tiến trong cả series. MachineGames đã giới thiệu tới độc giả 1 thể loại bắn súng cổ với tuyến nhân vật được làm nổi bật đáng kể. Tuy nhiên tựa game này thực tế giống như một bản làm lại nhiều hơn cố 
thay đổi theo hướng mới".
- Time – 4/5

Wolfenstein: The New Order nhắc cho bạn nhớ về những thể loại game mang tính "quy ước" trước đây. Ví dụ như ngoài hành lang có một nhóm Đức quốc xã phát hiện ra bạn đang 
nấp trong phòng, nhưng chỉ đến khi bạn ló mặt ra ngoài thì chúng mới 
thực hiện nhả đạn. Bạn nấp vào phòng thì chúng lại thôi. Nếu bạn thấy máu, giáp nhiều một cách đột ngột thì chắc chắn chuẩn bị có "xung đột đẫm máu" rồi. Những tên trùm nhỏ nhưng rất khó, thỉnh thoảng lại ra một cách rất bất ngờ khiến bạn không thể kịp trở tay. Mặc dù vậy, bối cảnh của Wolfenstein: The New Order vẫn còn thiếu rất nhiều thứ để gây hấp dẫn với game thủ".
- Ars Technica

Phải mất nhiều thời gian thì bạn mới hiểu được ý nghĩa sâu xa của Wolfenstein: The New Order. Việc không có chế độ Multiplayer khiến nhà phát triển không phải chia 
sẻ nguồn lực để làm việc mà chỉ tập trung duy nhất vào phần chơi đơn. Nếu bạn là người có hơi hướng cổ điển hãy chơi tựa game này ngay. Từ góc nhìn game, tới việc đi lục tìm máu và giáp sẽ khiến bạn nhớ lại khoảng thời gian cách đây cả chục năm".

## Bí mật: Chơi lại Wolfenstein phiên bản đầu tiên làm năm 1992

Wolfenstein phiên bản cũ làm lại

Là một bí mật nhỏ trong quá trình chơi tại màn Resistance Headquarters , người chơi lúc này đang ở trên gác mái của ngôi nhà trước khi tụt xuống thông qua ống thông gió. Tại đây hãy chú ý trên bức tường gần đó có một bức tranh có hình ảnh của trò chơi Wolfenstein cũ làm năm 1981 trên hệ máy Apple II, lúc này cúi xuống và kiểm tra cái đệm nằm cho đến khi người chơi có thể kích hoạt được tấm đệm đó.
Màn chơi Wolfenstein cũ (Wolfenstein 3D) năm 1992 lúc này sẽ được tái hiện, tất nhiên là hình ảnh tay cầm bắn súng của người chơi sẽ bằng 3D theo phong cách Wolfenstein: The New Order nhưng bối cảnh của màn chơi sẽ vẫn bằng hình ảnh 2,5D theo kiểu thời kì nguyên thủy đầu tiên thông qua cách chơi chạy / di chuyển sang trái và phải / bắn mục tiêu di động theo chiều thẳng " lên " xuống.

## DLC: Bản mở rộng trò chơi

#### - Wolfenstein: The Old Blood -
Lấy mốc thời gian năm 1946, Wolfenstein: The Old Blood vẫn đưa người vào vai gã “đồ tể” người Mỹ B.J Blazkowicz, thâm nhập vào lâu đài Wolfenstein và tìm kiếm tập tin chứa đựng vị trí ẩn náu của Trung tướng Willhelm “Deathshead” Strasse từ tay Helga von Schabbs, “cánh tay phải” của y. Tuy vẫn giữ vững và phát huy lối chơi “nảy lửa” của phiên bản trước, Wolfenstein: The Old Blood mang nhiều “hơi hướm” của phiên bản Return to Castle Wolfenstein từng gây “bão” vào năm 2001. Nửa đầu game, người chơi sẽ được khám phá lâu đài Wolfenstein, từ những hầm ngục ẩm thấp tối tăm với những con Ubersoldaten (lúc này vẫn bị “dính” chặt với nguồn năng lượng được cấp từ đường dây cố định sẵn trên cao), cho tới khu liên hợp tuyệt đẹp toát lên nét kiến trúc cổ xưa đang chờ bị người chơi… phá nát.
Đến đây, Wolfenstein: The Old Blood tỏ rõ thế mạnh rất lớn của người tiền nhiệm: Lối thiết kế màn chơi. Mặc dù không sở hữu quy mô tầm cỡ của Wolfenstein: The New Order, chiến trường trong game được chia ra thành những khu vực tương ứng nối liền nhau, với rất nhiều vật chắn, đạn dược, vũ khí, máu và giáp rải đều ở mọi nơi. Phong cách chơi của Wolfenstein: The Old Blood vẫn đề cao sự di chuyển nhanh nhạy, khéo léo nhưng cẩn trọng ở mọi ngóc ngách. Tuy chỉ tốn hơn 5 giờ đồng hồ để hoàn thành trò chơi ở độ khó “I Am Death Incarnate”, nhưng thật sự có rất nhiều phân đoạn “làm khó” người viết, điều này có lẽ bắt nguồn từ sự phân bố đối thủ dày đặc, cũng như cái sự “quá đông và hung hãn” của các địch thủ thuộc hạng nặng.
Dĩ nhiên, vẫn còn đó những yếu tố đã khiến cho Wolfenstein: The New Order trở nên đặc biệt và lôi cuốn trước kia. Vẫn là hệ thống kỹ năng “perk” được đơn giản hóa để không làm người chơi mất tập trung khỏi lối chơi chính quá nhiều, vẫn là cơ chế hành động bí mật tuy cực kỳ… đơn giản nhưng cũng rất hữu hiệu để ngăn chặn kịp thời các đợt ứng viện binh của đối phương, giúp giảm tải áp lực từ các trận đấu súng, và vẫn còn đó cái sự “bùng cháy” trong từng pha chiến đấu. Cũng bởi vì sự kém đa dạng ở bối cảnh so với người tiền nhiệm, Wolfenstein: The Old Blood đẩy nhanh nhịp độ và trở nên tuyến tính hơn đôi chút, khiến cho người chơi không hề cảm thấy nhàm chán trước khi hoàn thành game.
Nói tóm lại, Wolfenstein: The Old Blood không hề thay đổi rõ rệt so với Wolfenstein: The New Order, tất cả những thứ mà bạn từng yêu thích trong lối chơi của phiên bản trước vẫn còn đó. Và điều này cũng dẫn đến câu “bình luận” quen thuộc: Nếu như bạn thích thú với lối chơi máu lửa đậm tôn chỉ “không vớ vẩn” của Wolfenstein: The New Order nhưng vẫn còn đang “thèm thuồng”, thì hãy chơi ngay Wolfenstein: The Old Blood, chắc chắn bạn sẽ không hề thất vọng.